# Metiprilon
El metiprilon es un fármaco hipnótico y sedante derivado de la piperidinediona, igual que la Glutetimida.

## Usos
Empleado para inducir el sueño en personas insomnes.

## Antecedentes
Los barbitúricos fueron introducidos en 1903. Esta clase de medicamentos dominó el mercado hipnótico sedante durante la primera mitad del siglo XX. Desafortunadamente, debido a que tienen una estrecha relación terapéutica a tóxica y un potencial sustancial de abuso, rápidamente se convirtieron en un importante problema de salud. En la década de 1950, los barbitúricos estaban frecuentemente implicados en sobredosis y eran responsables de la mayoría de los suicidios relacionados con las drogas. A medida que aumentaban las muertes por barbitúricos, la atención se desplazó hacia la prevención de su abuso y la búsqueda de alternativas menos tóxicas. Una de las drogas consideradas 'más seguras' de la época incluye al metiprilon, glutetimida, etclorvinol, bromuros y metacualona. Desafortunadamente, muchos de estos hipnóticos sedantes también tuvieron efectos indeseables significativos. Después de la introducción de las benzodiazepinas a principios de la década de 1960, los barbitúricos y otras alternativas fueron reemplazadas rápidamente como sedantes comúnmente usados en los Estados Unidos.

## Metabolismo
El fármaco parece metabolizarse en un 97%. Los metabolitos se conjugan parcialmente con glucurónidos. Solo 60% de los metabolitos libres y glucurónidos no conjugados se recupera de la orina. El metiprilon estimula el sistema de enzimas microsomales hepáticas por lo que personas con porfiria intermitente aguda deben evitarlo.

## Efectos secundarios
A dosis reguladas, el medicamento no suele presentar efectos secundarios o reacciones adversas con frecuencia, sin embargo cuando los hay, comprenden:
| - Náuseas - Vómitos - Malestar residual - Molestias epigástricas | - Diarrea - Esofagitis - Dolor de cabeza - Erupciones en la piel |

## Toxicología
La intoxicación aguda es similar a la de los barbitúricos y el tratamiento es el mismo. Existe shock, hipotensión y edema pulmonar debido a la depresión respiratoria. La hemodiálisis es un componente efectivo del tratamiento. La dosis letal es desconocida pero se han reportado muertes con dosis de 6 gramos y, sin embargo, han ocurrido recuperaciones tras ingerir 27 gramos. El coma puede ocurrir y durar cinco días.

## Situación actual
Debido a problemas de tolerancia, abuso, dependencia, sobredosis y varias reacciones de abstinencia mucho más severas que las asociadas con las benzodiazepinas, el metiprilon y otros derivados de piperidindiona rara vez se recetan como sedantes-hipnóticos en la actualidad.